# Justo González Lorente
Justo González Lorente OMI (* 14. Oktober 1915 in Villaverde de Arcayos; † 24. Juli 1936 in Pozuelo, Madrid) war ein spanischer Oblate der Makellosen Jungfrau Maria.
Seit 1927 besuchte er das kleine Seminar der Oblaten. Die ersten Gelübde legte er am 15. August 1933 ab. Am 22. Juli 1936 wurde er im Rahmen der religiösen Verfolgung in Spanien zusammen mit seinen Mitbrüdern im eigenen Kloster gefangen genommen und am 24. Juli 1936 zusammen mit sechs weiteren Oblaten hingerichtet.
Die Seligsprechung der 22 spanischen Märtyrer der Oblaten, darunter auch Justo González Lorente, erfolgte am 17. Dezember 2011 in der Kathedrale von Madrid.